# Sjaunja
Sjaunja er Sveriges næststørste naturreservat efter Vindelfjällens naturreservat. Det blev oprettet i 1986, men havde tidligere været et fuglebeskyttelsesområde. Sjaunja er Europas største moseområde med et areal på 285.000 hektar. Området starter omkring 30 km nordvest for Gällivare og strækker sig mod vest, hvor det grænser til nationalparken Stora Sjöfallet. Sjaunja er en del af det svenske UNESCO verdensarvsted Laponia. 
I Sjaunja er der en lang række landskabstyper; fra højfjeld mod vest over lavere bjerge med birkeskov til vidstrakte moser og nåleskovsområder mod øst.
Moserne er klassificeret som et af verdens mest beskyttelsesværdige vådområder og er dermed også i nationalt perspektiv.
Dyrelivet er rigt med især en lang række svømmefugle, som : ænder, gæs, vadefugle, svaner – men der er også udrydningstruede rovfugle. Visse dele af reservatet har derfor bestemte regler om færden under den følsomme yngleperiode. 
IGE, et svensk mineselskab, har trods samernes protester i 2006 fået tilladelse til at undersøge, om der findes kobber i et følsomt fjeldområde i naturreservatet. 
67°26′58″N 19°14′33″Ø / 67.44944°N 19.24250°Ø